# عیسی بن لقمان
عیسی بن لقمان (عربی: عيسى بن لقمان الجمحي) فرمانروای مصر در دوران خلافت عباسی بود.